# Fumetti di My Little Pony - L'amicizia è magica (Amici per sempre)
Questa pagina contiene la lista completa dei fumetti appartenenti ad Amici Per Sempre, altra serie fumettistica spin - off di My Little Pony - L'amicizia è magica, pubblicata dalla IDW Publishing, il cui primo numero è stato pubblicato la prima volta il 22 gennaio 2014 negli USA. Questa serie vede ogni numero due protagonisti molto amici tra loro superare varie avventure sempre diverse. La distribuzione di questa serie in Italia è iniziata, a opera della Edizioni BD il 16 dicembre 2015.

## Lista fumetti
| N° USA | Titolo originale (Stati Uniti)          | Titolo italiano                       | 1° pub. USA       | 1° pub. Italia   |
| ------ | --------------------------------------- | ------------------------------------- | ----------------- | ---------------- |
| 1      | The Pie's the Limit                     | My Little Pony - Amici Per Sempre 001 | 22 gennaio 2014   | 16 dicembre 2015 |
| 2      | Cutie Mark Crusaders and Discord        | My Little Pony - Amici Per Sempre 001 | 26 febbraio 2014  | 16 dicembre 2015 |
| 3      | Spike and Celestia                      | My Little Pony - Amici Per Sempre 001 | 12 marzo 2014     | 16 dicembre 2015 |
| 4      | Twilight Sparkle and Shining Armor      | My Little Pony - Amici Per Sempre 001 | 9 aprile 2014     | 16 dicembre 2015 |
| 5      | Fluttershy and Zecora                   |                                       | 21 maggio 2014    |                  |
| 6      | Trixie and Rainbow Dash                 |                                       | 18 giugno 2014    |                  |
| 7      | Luna and Pinkie Pie                     |                                       | 23 luglio 2014    |                  |
| 8      | Reins, Trains, and Carts with Wheels    |                                       | 20 agosto 2014    |                  |
| 9      | Granny Smith and the Flim Flam Brothers |                                       | 10 settembre 2014 |                  |
| 10     | Fluttershy and Iron Will                |                                       | 22 ottobre 2014   |                  |
| 11     | Spitfire and Rainbow Dash               |                                       | 12 novembre 2014  |                  |
| 12     | Pinkie Pie and Twilight Sparkle         |                                       | 10 dicembre 2014  |                  |
| 13     | Rarity and Babs Seed                    |                                       | 7 gennaio 2015    |                  |
| 14     | Princess Luna and Spike                 |                                       | 4 marzo 2015      |                  |
| 15     | Mayor Mare and Applejack                |                                       | 25 marzo 2015     |                  |
| 16     | Diamond Tiara and Silver Spoon          |                                       | 20 maggio 2015    |                  |
| 17     | Twilight Sparkle and Big Macintosh      |                                       | 3 giugno 2015     |                  |
| 18     | Fluttershy and Rainbow Dash             |                                       | 1 luglio 2015     |                  |
| 19     | Rarity and Cake Family                  |                                       | 5 agosto 2015     |                  |
| 20     | Discord and Princess Luna               |                                       | 9 settembre 2015  |                  |
| 21     | Spike and Zecora                        |                                       | 7 ottobre 2015    |                  |
| 22     | Princess Celestia and Pinkie Pie        |                                       | 4 novembre 2015   |                  |
| 23     | Applejack and Fluttershy                |                                       | 2 dicembre 2015   |                  |
| 24     | Gilda and Rarity                        |                                       | 6 gennaio 2016    |                  |
| 25     | Rainbow Dash and Twilight Sparkle       |                                       | 3 febbraio 2016   |                  |
| 26     | Shining Armor and Prince Blueblood      |                                       | 16 marzo 2016     |                  |
| 27     | Pinkie Pie and Granny Smith             |                                       | 6 aprile 2016     |                  |
| 28     | Cutie Mark Crusaders and Princess Luna  |                                       | 4 maggio 2016     |                  |
| 29     | Rarity and Maud Pie                     |                                       | 8 giugno 2016     |                  |
| 30     | Twilight Sparkle and Princess Cadance   |                                       | 30 giugno 2016    |                  |
| 31     | Rainbow Dash and Little Strongheart     |                                       | 17 agosto 2016    |                  |
| 32     | Fluttershy and Daring Do                |                                       | 20 settembre 2016 |                  |
| 33     | Applejack and Cherry Jubilee            |                                       | 12 ottobre 2016   |                  |
| 34     | Pinkie Pie and Cheese Sandwich          |                                       | 23 novembre 2016  |                  |
| 35     | Twilight Sparkle and Starlight Glimmer  |                                       | 14 dicembre 2016  |                  |
| 36     | Rainbow Dash and Soarin                 |                                       | 25 gennaio 2017   |                  |
| 37     | Rarity and Trixie                       |                                       | 22 febbraio 2017  |                  |
| 38     | Princess Celestia and Princess Luna     |                                       | 22 marzo 2017     |                  |